# 堀川哲
堀川 哲（ほりかわ てつ、1947年 - ）は、日本の社会思想史学者。札幌大学名誉教授。
神戸市生まれ。1973年法政大学経済学部卒。82年同大学院博士課程満期退学。札幌大学教養部助教授、経済学部教授、2013年地域共創学群教授。2018年定年退職。

## 著書
- 文明の現象学 世界システムと社会主義 批評社 1987.2
- 欲望の現象学 現代思想ノート 三一書房 1995.10
- おもしろ哲学史 三一書房 1996.3
- ニューヨークで暮らすということ 2001.8 PHP新書
- エピソードで読む西洋哲学史 2006.4 PHP新書

共著
- 鷲田小彌太の海外留学入門 鷲田小彌太,アルバート・ピアセント共著 東洋経済新報社 2002.3

## 翻訳
- 社会主義とドイツ社会民主党 第一次世界大戦前のドイツ社会民主党のイデオロギー ハンス=ヨーゼフ・シュタインベルク 時永淑共訳 御茶の水書房 1983.10
- 人間機械論 発情するホモ・サピエンス 三一書房 1998.1